# Cecilia Roth

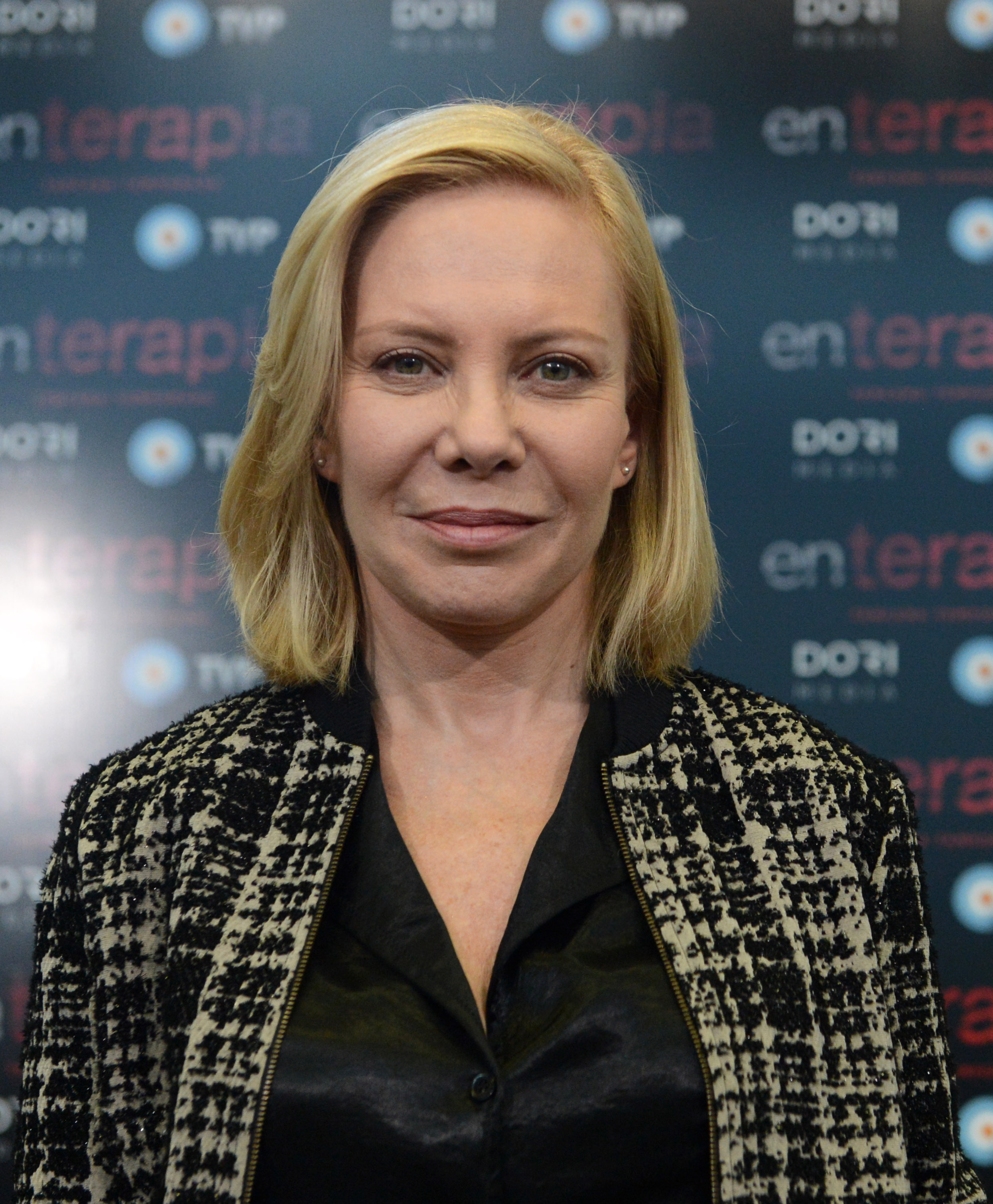
Cecilia Roth (2014)

Cecilia Roth tên khai sinh là Cecilia Rotemberg, sinh ngày 8.8.1956 tại Buenos Aires, là một nữ diễn viên Argentina. Cha là nhà báo kiêm biên tập viên người Ukraina gốc Do Thái, gặp mẹ của chị là nữ ca sĩ Dina Rot, người Chile tại Argentina.
Cecilia Roth đã xuất hiện nhiều lần trên các loạt phim truyền hình. Sau khi đóng nhiều phim ở Argentina, chị chuyển sang sống tại Tây Ban Nha và hợp tác với đạo diễn Pedro Almodóvar. Cho tới nay, Roth đã xuất hiện trong 6 phim của Pedro, hoặc vai chính, vai phụ hoặc vai ngắn.
Chị sống với nhạc sĩ Argentina Fito Páez một số năm. Hai người có một con nuôi. Chị có một em trai là nhạc sĩ Ariel Rot, thành viên của ban Los Rodríguez trước kia.
Hiện nay Cecilia Roth là một trong số nữ diễn viên nói tiếng Tây Ban Nha được ưa chuộng nhất. Chị diễn xuất trong các phim của Argentina, Tây Ban Nha và México.

## Danh mục phim
- Resurrectores (2007)
- Epoxy (2007)
- Las películas de mi padre (2007)
- Sofacama (2006)
- Amas de casa desesperadas (2006)
- La intrusa (2005)
- Otros días vendrán (2005)
- Epitafios (2004)
- La hija del caníbal (2003)
- Kamchatka (2002)
- Deseo (2002)
- Hable con ella (2002)
- Pernicioso vegetal (2002)
- Vidas privadas (2001)
- Antigua vida mía (2001)
- Afrodita, el sabor del amor (2001)
- Una noche con Sabrina Love(2000)
- Segunda piel (2000)
- Todo sobre mi madre (1999)
- Cenizas del paraíso (1997)
- Martín (hache) (1997)
- Caballos salvajes (1995)
- La balada de Donna Helena (1994)
- Desencuentros (1992)
- Un lugar en el mundo (1992)
- Vivir mata (1991)
- La dama del bosque (1989)
- Los amores de Kafka(1988)
- The Stranger (1987)
- El jardín secreto (1984)
- ¿Qué he hecho yo para merecer esto? (1984)
- El señor Galíndez (1984)
- Una pequeña movida (1983)
- Entre tinieblas (1983)
- Historias paralelas (1983)
- Octubre, 12 (1982)
- Laberinto de pasiones (1982)
- Best Seller (1982)
- Trágala, perro (1981)
- Just a Film (Una película) (1981)
- Pepe, no me des tormento (1981)
- Pepi, Luci, Bom y otras chicas del montón (1980)
- Arrebato (1980)
- Cuentos eróticos (1980)
- El curso en que amamos a Kim Novak (1980)
- Reproches (1980)
- La familia, bien, gracias (1979)
- Verdes praderas (1979)
- De fresa, limón y menta (1978)
- Crecer de golpe (1977)
- No toquen a la nena (1976)

## Giải thưởng
- Giải Goya cho nữ diễn viên chính xuất sắc nhất cho phim Martín (hache) (1997).
- Giải Goya cho nữ diễn viên chính xuất sắc nhất cho phim Todo sobre mi madre (1999).